# 意大利哲学
意大利哲学是活跃于阿尔卑斯山以南（Citramontana），亚平宁半岛和西西里岛一带的哲学。古希腊，古罗马，中世纪，文艺复兴以来直到近世，这一地区诞生了许多重大的思想传统。“意大利哲学”一词是今天的视角。意大利作为统一国家是年轻的。哲学与自然科学，神学等传统清晰划分也是比较晚近的。这一地区不同历史时期的文本主要由希腊文，拉丁文和意大利文书写。

## 古典哲学

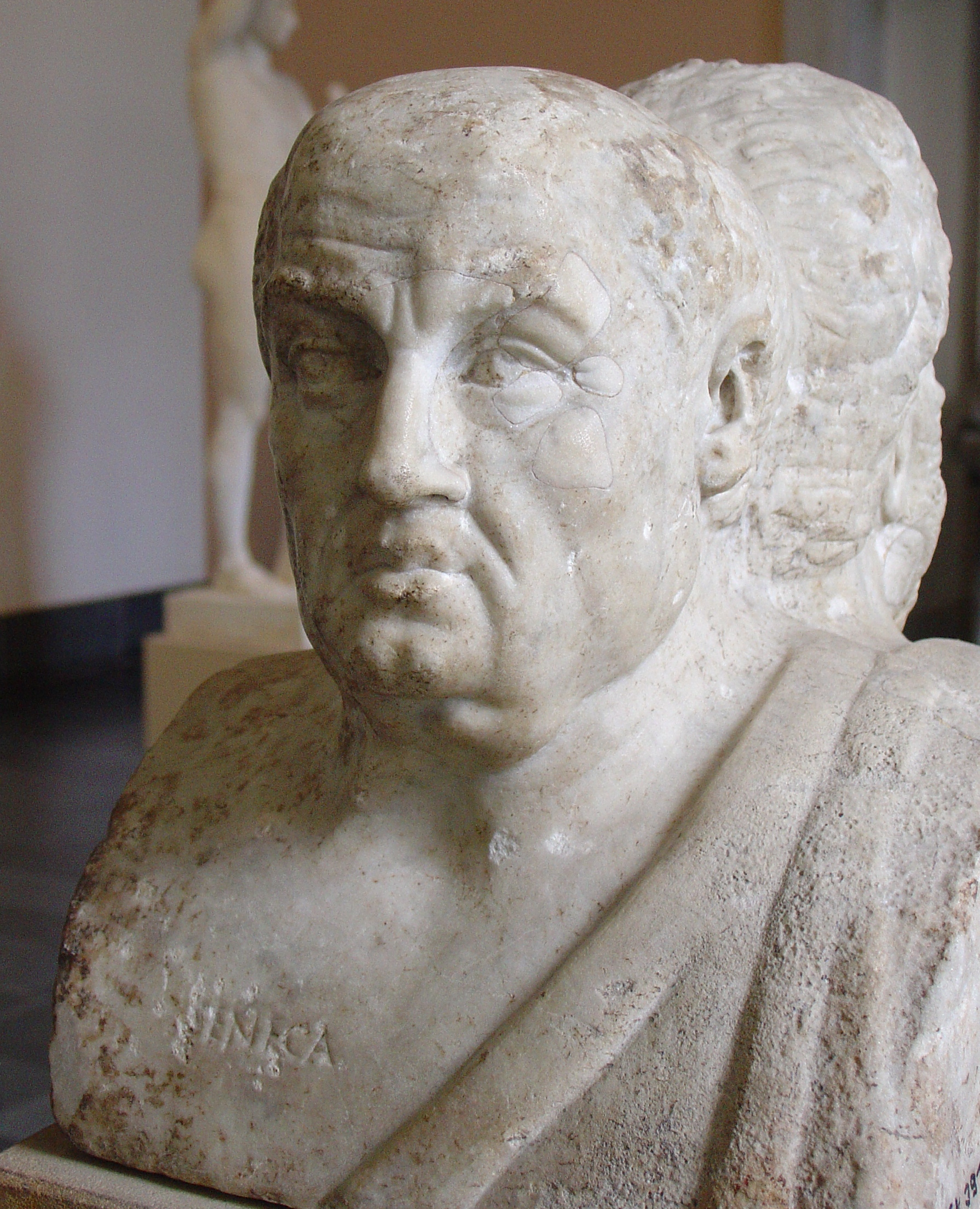
塞涅卡像

公元前8世纪希腊人开始殖民西西里岛和亚平宁半岛中南部。在这些地方诞生了一些重要的古典哲学家和学派。毕达哥拉斯曾在克罗顿兴学，培养了许多哲学家。公元前2世纪古罗马人征服希腊地区，希腊哲学进一步影响了亚平宁半岛。
- 巴门尼德。创办伊利亚学派。
- 埃利亚的芝诺。
- 恩培多克勒。
- 高尔吉亚。
- 叙拉古的阿基米德。
- 西塞罗，学院怀疑论者。
- 卢克莱修，伊比鸠鲁派哲学家。
- 塞涅卡，斯多葛派哲学家。
- 马可·奥里略，斯多葛派哲学家，罗马皇帝，著有《沉思录》。
- 普罗提诺，新柏拉圖主義之父。

## 中世纪哲学

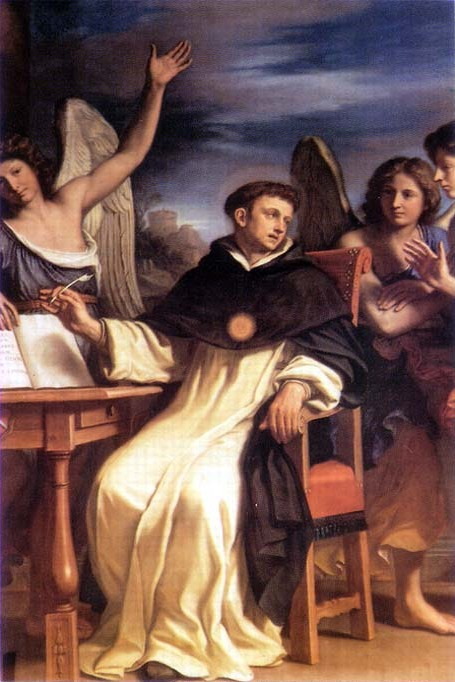
《天使支持聖托馬斯·阿奎那寫作神學大全》古爾西諾，1662

罗马帝国时期古典多神教逐渐被近东传来的基督教取代。一直到文艺复兴，意大利半岛的哲学以基督教一神信仰的证成和辩护为核心。
- 希波的奥古斯丁。天主教教會聖師，北非柏柏尔人，在罗马受教育，在米蘭受洗。著有《忏悔录》，《上帝之城》。
- 波爱修斯。生於羅馬，著有《哲学的慰藉》。
- 坎特伯雷的安瑟莫。生於奥斯塔谷地。
- 托马斯·阿奎那。“天使博士”，教會聖師，生于西西里島，著有《神学大全》。

## 文艺复兴和近代
这一时期教会的权威下降。佛罗伦萨等城邦产生了资产阶级，古希腊罗马残留的文献被他们重新发现，并被“非基督教的”解读。人文主义兴起，“人”被重新发现并肯定。一些作者开始用意大利语而不是拉丁语撰写他们的作品。
- 米兰多拉。人文主义者，著有《論人的尊嚴》。
- 馬基雅維利。近代政治哲学的奠基人，著有《君主论》。
- 伽利略·伽利莱。“现代科学之父”。其猜想-实验方法论有力的推动了科学技术进步。
- 托马索·康帕内拉。著有《太阳城》，描述了一个废除私有制的社会，启发了后世的社会主义者。
- 詹巴蒂斯塔·维柯。历史哲学家，反还原论者，著有《新科学》。
- 切薩雷·貝卡里亞。法学家。

## 当代意大利哲学
19世纪中期意大利半岛开始成为一个统一国家。共产主义理论，基督教神學，德国观念论，新怀疑论，符号学等流派在这个国家同時盛行。
- 朱塞佩·皮亞諾。意大利哲学家，逻辑学家，数学家。
- 瑪麗亞·蒙特梭利。意大利哲学家，教育家。
- 安东尼奥·葛兰西。共产主义者，提出文化霸权论。
- 本尼迪特·克罗齐。
- 乔瓦尼·秦梯利。
- 翁贝托·艾柯。符号学家。